# Roy Myers
Roy Antonio Myers Francis (Siquirres, Limón, Costa Rica, 13 de abril de 1969) es un exfutbolista y entrenador costarricense.

## Trayectoria

### Como jugador
Roy Myers debutó en la Primera División con Limonense en la campaña de 1987-88, a los dieciocho años.
En septiembre de 1991, el centrocampista firmó contrato hasta enero de 1993 en el Peñarol de Uruguay. Myers tuvo al comienzo problemas de adaptación y recibió muy poca oportunidad de figurar en el equipo estelar, sólo lo integró en esporádicas ocasiones para redondear actuaciones regulares. Las dificultades obedecieron a un error de ubicación, ya que el técnico Ricardo Ortiz lo colocó en los entrenamientos y en algunos colectivos como delantero centro. Posteriormente, el jugador uruguayo Hernán Fernando Sosa explicó al cuerpo técnico que Myers era volante de llegada por sus características técnicas, por lo que fue devuelto a su puesto en el mediocampo. Su debut debió esperar casi a finales de ese año debido a la llegada del argentino José Percudani, proveniente de la Universidad Católica de Chile. Por cuestiones de cupo, Myers no podía debutar en el Campeonato Uruguayo, pero para no estar inactivo, fue inscrito para disputar la Supercopa Sudamericana. En esta competencia participó en la derrota 1-3 de su equipo frente al River Plate de Argentina, el 6 de noviembre en el Estadio Centenario por la semifinal de vuelta. Myers completó los últimos 28 minutos. Para la siguiente campaña, Roy tuvo irregularidad sumado a una fractura que le ocasionó Enrique Peña. Su ligamen terminó en medio de su recuperación y terminó regresando a su país el 20 de marzo de 1993.
En la segunda mitad de la temporada 1992-93, Myers jugó para el Deportivo Saprissa. En el club consiguió dos cetros nacionales consecutivos de las campañas de 1993-94 y 1994-95, así como los títulos internacionales de la Copa de Campeones de la Concacaf en sus ediciones de 1993 y 1995.
El 12 de junio de 1996, se dio el interés del Pachuca sobre el jugador. Finalmente, la opción se concretó el 25 de junio.
El 14 de mayo de 1997, vuelve al Saprissa para enfrentar la fase final del campeonato 1996-97. En este torneo alcanzó siete apariciones y se debió conformar con el segundo lugar tras perder la final contra Alajuelense el 16 de julio.
El 18 de junio de 1997, surgió el interés del Deportes Tolima en poder adquirir al centrocampista. El 28 de octubre logró llegar a un acuerdo para jugar a préstamo hasta el 21 de diciembre de ese año, donde el equipo debió abonar un monto de veinte mil dólares por la transacción. Sin embargo, la cesión terminó de forma anticipada luego de que su club quedara fuera de la clasificación del Campeonato colombiano. Regresó a Saprissa para ganar el Torneo Grandes de Centroamérica 1998 y la temporada 1997-98 de liga nacional.
El 24 de febrero de 1999, Myers fue colocado en el MetroStars de la Major League Soccer.
El 1 de junio de 1999, se oficializa el fichaje de Myers a Los Angeles Galaxy. El 21 de noviembre pierde la final de la MLS Cup por 2-0 contra el D. C. United.
El 20 de mayo de 2000, el jugador es traspasado nuevamente al MetroStars.
El 7 de marzo de 2001, recibió la habilitación del pase internacional para jugar en el Deportivo Saprissa. Se quedó en el club hasta finales de 2002.
A principios de enero de 2003, Myers firmó en el Herediano.
Jugó su última temporada de Primera División en el Cartaginés durante el Torneo de Apertura 2003, y cerró su participación en el equipo de Santa Bárbara para el Clausura 2004.
El 6 de julio de 2005, confirma su retiro del fútbol tras finalizado el contrato con Fusión Tibás de la Segunda División, con el que obtuvo el subcampeonato de la temporada 2004-05. Myers alcanzó un total de dieciocho temporadas. Tuvo su partido de despedida hasta el 8 de noviembre de 2006, en un amistoso celebrado en el Estadio Juan Gobán entre Saprissa y Limonense.

### Como entrenador
Empezó la carrera como técnico entrenando a la categoría Sub-15 del Deportivo Saprissa.
El 18 de septiembre de 2007, Roy fue nombrado como entrenador del Saprissa de Corazón de la segunda categoría, ante la salida del estratega Ronald González a la selección Sub-20. Hizo su debut el 20 de octubre con una derrota por 0-1 ante el Uruguay de Coronado. El 26 de diciembre quedó subcampeón del Torneo de Apertura luego de caer en el global por 1-2 contra Grecia.
El 12 de noviembre de 2009, el Deportivo Saprissa asigna a Myers como el director técnico para reemplazar a Jeaustin Campos. Se estrenó en el banquillo morado el 15 de noviembre, ganando por 4-1 de local sobre el Puntarenas. En tan solo veinticinco partidos dirigidos, Myers se proclamó campeón del Verano 2010 el 15 de mayo tras vencer de forma contundente a San Carlos con un global de 7-2.
El 16 de noviembre de 2010, Roy es destituido de su cargo a causa de los malos resultados obtenidos en el Campeonato de Invierno, habiendo cosechado el 33% de rendimiento y dejando a su equipo de último lugar de su grupo.
El 5 de diciembre de 2011, Myers regresa al banquillo para formar parte del cuerpo técnico de la Selección Sub-20 de Costa Rica, esta vez como asistente de Carlos Watson. El 13 de agosto de 2012, renuncia al cargo junto a Watson debido a que este denunció intromisión de su labor con un miembro de la Comisión de Selecciones.
El 8 de febrero de 2021, Roy asume la dirección técnica del Deportivo Saprissa para lo que resta del Torneo de Clausura, en sustitución de Walter Centeno. Debutó el 11 de febrero con empate 1-1 de visita contra el Pérez Zeledón. Consiguió su primera victoria el 14 de febrero por 4-2 sobre Limón. Después del juego igualado 1-1 frente al Santos de Guápiles, su equipo acumuló once partidos oficiales sin ganar tanto de torneo nacional como de la Liga de Campeones. El 18 de abril, tras la derrota abultada de 0-5 en casa contra Alajuelense, se anuncia la salida de Myers en mutuo acuerdo con la directiva.

## Selección nacional
Fue internacional con la Selección de Costa Rica en 45 ocasiones y anotó dos goles, representando a su país por un periodo de diez años.
Debutó en el Mundial de Italia 1990 contra Brasil, llevado a cabo el 16 de junio en el Stadio delle Alpi. Myers ingresó de cambio al minuto 71' por Claudio Jara. En 1991, consiguió su primer título en el marco de la Copa de Naciones UNCAF, celebrada en Costa Rica. Tuvo participaciones en torneos continentales de la Copa de Oro de la Concacaf en 1993, donde quedó de tercer lugar y jugó una nueva edición de la Copa UNCAF en 1995, esta sin tener éxito al obtener el cuarto puesto. Disputó la eliminatoria a la Copa Mundial de 1998, en la que su selección no logró alcanzar el boleto.
Estuvo en la lista que dio el estratega Horacio Cordero para la Copa América 1997. Myers jugó los tres partidos de la fase de grupos, con resultados desfavorables para su selección debido a las derrotas contra Brasil (5-0), Colombia (4-1) y el empate 1-1 ante México.
En 1998 enfrentó los dos compromisos de la etapa de grupos de la Copa de Oro de la Concacaf. Al año siguiente fue convocado para hacer frente a la Copa de Naciones UNCAF, competencia en la que pudo alzarse con el trofeo.
Su último partido tuvo lugar el 3 de septiembre de 2000, tras reemplazar a Walter Centeno al minuto 79' de la victoria 3-0 sobre Barbados, por la eliminatoria mundialista de Concacaf.
El 18 de agosto de 2006, Myers integra a la Selección de fútbol playa, recomendado por el entrenador Edson Soto para ser uno de los refuerzos de su conjunto para disputar la eliminatoria mundialista de la Concacaf. Jugó los cuatro partidos de su grupo en el Campeonato contra Jamaica (victoria 8-6), México (4-4), Canadá (derrota 4-6) y Estados Unidos (triunfo 3-2). Su selección no pudo acceder a uno de los cupos a la Copa Mundial. Myers convirtió tres goles en este certamen continental.

### Participaciones internacionales
| Competición                        | Sede                    | Resultado        | Posición | Partidos | Goles |
| ---------------------------------- | ----------------------- | ---------------- | -------- | -------- | ----- |
| Copa Mundial de 1990               | Italia                  | Octavos de final | 13/24    | 1        | 0     |
| Copa de Naciones UNCAF 1991        | Costa Rica              | Campeón          | 1/7      | 2        | 0     |
| Copa de Oro de la Concacaf 1993    | Estados Unidos · México | Tercer lugar     | 3/8      | 5        | 2     |
| Copa de Naciones UNCAF 1995        | El Salvador             | Cuarto lugar     | 4/8      | 4        | 0     |
| Copa América 1997                  | Bolivia                 | Fase de grupos   | 10/12    | 3        | 0     |
| Copa de Oro de la Concacaf 1998    | Estados Unidos          | Fase de grupos   | 5/10     | 2        | 0     |
| Copa de Naciones UNCAF 1999        | Costa Rica              | Campeón          | 1/6      | 5        | 0     |
| Campeonato de Fútbol Playa de 2006 | Costa Rica              | Tercer lugar     | 3/5      | 4        | 3     |

### Participaciones en eliminatorias
| Competición                | Sede                | Resultado   | Posición | Partidos | Goles |
| -------------------------- | ------------------- | ----------- | -------- | -------- | ----- |
| Clasificación Mundial 1998 | Francia             | Eliminado   | 4.ª      | 6        | 0     |
| Clasificación Mundial 2002 | Corea del Sur Japón | Clasificado | 1.ª      | 2        | 0     |

## Estadísticas

### Como jugador

#### Clubes
Actualizado a fin de carrera deportiva.
| A. D. Limonense · Costa Rica |               |               |     |    |   |    |    |     |     |    |
| 1.ª | 1987-88       | 81            | 15  | —  | — | —  | —  | 81  | 15  |    |
| 1.ª | 1988-89       | 81            | 15  | —  | — | —  | —  | 81  | 15  |    |
| 1.ª | 1989-90       | 81            | 15  | —  | — | —  | —  | 81  | 15  |    |
| 1.ª | 1990-91       | 81            | 15  | —  | — | —  | —  | 81  | 15  |    |
| Total club | Total club    | 81            | 15  | —  | — | —  | —  | 81  | 15  |    |
| C. A. Peñarol · Uruguay |               |               |     |    |   |    |    |     |     |    |
| 1.ª | 1991          | -             | -   | —  | — | 1  | 0  | 1   | 0   |    |
| 1.ª | 1992          | 15            | 1   | —  | — | 1  | 0  | 16  | 1   |    |
| Total club | Total club    | 15            | 1   | —  | — | 2  | 0  | 17  | 1   |    |
| Deportivo Saprissa · Costa Rica |               |               |     |    |   |    |    |     |     |    |
| 1.ª | 1993          | 130           | 17  | —  | — | —  | —  | 153 | 24  |    |
| 1.ª | 1993-94       | 130           | 17  | —  | — | 7  | 3  | 153 | 24  |    |
| 1.ª | 1994-95       | 130           | 17  | —  | — | 10 | 2  | 153 | 24  |    |
| 1.ª | 1995-96       | 130           | 17  | —  | — | 6  | 2  | 153 | 24  |    |
| Total club | Total club    | 130           | 17  | —  | — | 23 | 7  | 153 | 24  |    |
| C. F. Pachuca · México |               |               |     |    |   |    |    |     |     |    |
| 1.ª | 1996-97       | 32            | 4   | —  | — | —  | —  | 32  | 4   |    |
| Total club | Total club    | 32            | 4   | —  | — | —  | —  | 32  | 4   |    |
| Deportes Tolima · Colombia |               |               |     |    |   |    |    |     |     |    |
| 1.ª | 1997          | 2             | 1   | —  | — | —  | —  | 2   | 1   |    |
| Total club | Total club    | 2             | 1   | —  | — | —  | —  | 2   | 1   |    |
| Deportivo Saprissa · Costa Rica |               |               |     |    |   |    |    |     |     |    |
| 1.ª | 1996-97       | 7             | 0   | —  | — | 2  | 2  | 9   | 2   |    |
| 1.ª | 1997-98       | 38            | 10  | —  | — | 10 | 3  | 48  | 13  |    |
| 1.ª | 1998-99       | 21            | 4   | —  | — | 0  | 0  | 21  | 4   |    |
| Total club | Total club    | 66            | 14  | —  | — | 12 | 5  | 78  | 19  |    |
| MetroStars Estados Unidos |               |               |     |    |   |    |    |     |     |    |
| 1.ª | 1999          | 7             | 0   | —  | — | —  | —  | 7   | 0   |    |
| Total club | Total club    | 7             | 0   | —  | — | —  | —  | 7   | 0   |    |
| Los Angeles Galaxy Estados Unidos |               |               |     |    |   |    |    |     |     |    |
| 1.ª | 1999          | 25            | 4   | 2  | 0 | —  | —  | 27  | 4   |    |
| 1.ª | 2000          | 8             | 0   | —  | — | —  | —  | 8   | 0   |    |
| Total club | Total club    | 33            | 4   | 2  | 0 | —  | —  | 35  | 4   |    |
| MetroStars Estados Unidos |               |               |     |    |   |    |    |     |     |    |
| 1.ª | 2000          | 22            | 1   | 2  | 0 | —  | —  | 24  | 1   |    |
| 1.ª | 2001          | 3             | 0   | —  | — | —  | —  | 3   | 0   |    |
| Total club | Total club    | 25            | 1   | 2  | 0 | —  | —  | 27  | 1   |    |
| Deportivo Saprissa · Costa Rica |               |               |     |    |   |    |    |     |     |    |
| 1.ª | 2001          | 5             | 0   | —  | — | —  | —  | 5   | 0   |    |
| 1.ª | 2001-02       | 5             | 0   | —  | — | 0  | 0  | 5   | 0   |    |
| 1.ª | 2002          | 2             | 0   | —  | — | —  | —  | 2   | 0   |    |
| Total club | Total club    | 12            | 0   | —  | — | 0  | 0  | 12  | 0   |    |
| C. S. Herediano · Costa Rica |               |               |     |    |   |    |    |     |     |    |
| 1.ª | 2003          | 17            | 2   | —  | — | —  | —  | 17  | 2   |    |
| Total club | Total club    | 17            | 2   | —  | — | —  | —  | 17  | 2   |    |
| C. S. Cartaginés · Costa Rica |               |               |     |    |   |    |    |     |     |    |
| 1.ª | 2003          | 11            | 1   | —  | — | —  | —  | 11  | 1   |    |
| Total club | Total club    | 11            | 1   | —  | — | —  | —  | 11  | 1   |    |
| A. D. Santa Bárbara · Costa Rica |               |               |     |    |   |    |    |     |     |    |
| 1.ª | 2004          | 4             | 0   | —  | — | —  | —  | 4   | 0   |    |
| Total club | Total club    | 4             | 0   | —  | — | —  | —  | 4   | 0   |    |
| Fusión Tibás · Costa Rica |               |               |     |    |   |    |    |     |     |    |
| 2.ª | 2004-05       | ?             | ?   | —  | — | —  | —  | ?   | ?   |    |
| Total club | Total club    | ?             | ?   | —  | — | —  | —  | ?   | ?   |    |
| Total carrera | Total carrera | Total carrera | 435 | 60 | 4 | 0  | 37 | 12  | 476 | 72 |
| (1) Incluye datos de la U. S. Open Cup (1999-2000). (2) Incluye datos de la Supercopa Sudamericana (1991) / Copa de Campeones de la Concacaf (1993-2002) / Copa Interamericana (1994) / Copa Interclubes de la UNCAF / Grandes de Centroamérica (1996-2001). (3) No incluye goles en partidos amistosos. |               |               |     |    |   |    |    |     |     |    |

#### Selección
Actualizado a fin de carrera deportiva.
| Costa Rica |                 |    |   |   |   |   |   |    |    |    |   |
| 1990 | —               | —  | — | — | 1 | 0 | — | —  | 1  | 0  |   |
| 1991 | 2               | 0  | — | — | — | — | 2 | 0  | 4  | 0  |   |
| 1993 | 5               | 2  | — | — | — | — | 1 | 0  | 6  | 2  |   |
| 1994 | —               | —  | — | — | — | — | 1 | 0  | 1  | 0  |   |
| 1995 | 4               | 0  | — | — | — | — | 1 | 0  | 5  | 0  |   |
| 1996 | —               | —  | 3 | 0 | — | — | 1 | 0  | 4  | 0  |   |
| 1997 | 3               | 0  | 3 | 0 | — | — | — | —  | 6  | 0  |   |
| 1998 | 2               | 0  | — | — | — | — | 2 | 0  | 4  | 0  |   |
| 1999 | 5               | 0  | — | — | — | — | 6 | 0  | 11 | 0  |   |
| 2000 | —               | —  | 2 | 0 | — | — | 1 | 0  | 3  | 0  |   |
| Total selección | Total selección | 21 | 2 | 8 | 0 | 1 | 0 | 15 | 0  | 45 | 2 |
| (1) Incluye datos de la Copa de Oro de la Concacaf (1991-1998) / Copa de Naciones UNCAF (1991-1999) / Copa América (1997). (2) Incluye datos de la Eliminatoria de Concacaf para la Copa Mundial (1996-2000). (3) Incluye datos de la Copa Mundial (1990). |                 |    |   |   |   |   |   |    |    |    |   |

#### Goles internacionales
| Gol | Fecha               | Sede                                     | Oponente  | Marcador | Resultado | Competencia                     |
| --- | ------------------- | ---------------------------------------- | --------- | -------- | --------- | ------------------------------- |
| 1.  | 11 de julio de 1993 | Estadio Azteca, Ciudad de México, México | Canadá    | 1 - 1    | 1 - 1     | Copa de Oro de la Concacaf 1993 |
| 2.  | 18 de julio de 1993 | Estadio Azteca, Ciudad de México, México | Martinica | 1 - 0    | 3 - 1     | Copa de Oro de la Concacaf 1993 |

### Como entrenador

#### Rendimiento
Actualizado al último partido dirigido el 18 de abril de 2021.
| Equipo                           | Div.                   | Temporada            | Estadísticas | Estadísticas | Estadísticas | Estadísticas | Estadísticas | Estadísticas | Estadísticas | Estadísticas | % Efect. |
| Equipo                           | Div.                   | Temporada            | PD           | G            | E            | P            | GF           | GC           | DG           | Puntos       | % Efect. |
| -------------------------------- | ---------------------- | -------------------- | ------------ | ------------ | ------------ | ------------ | ------------ | ------------ | ------------ | ------------ | -------- |
| Saprissa de Corazón · Costa Rica |                        |                      |              |              |              |              |              |              |              |              |          |
| 2.ª                              | 2007-08                | 38                   | 20           | 9            | 9            | 66           | 38           | +28          | 69           | 60.53%       |          |
| 2.ª                              | 2008-09                | 32                   | 13           | 6            | 13           | 46           | 52           | -6           | 45           | 46.88%       |          |
| 2.ª                              | Apertura 2009          | 12                   | 2            | 7            | 3            | 17           | 18           | -1           | 13           | 36.11%       |          |
| Total club                       | Total club             | 82                   | 35           | 22           | 25           | 129          | 108          | +21          | 127          | 51.63%       |          |
| Deportivo Saprissa · Costa Rica  |                        |                      |              |              |              |              |              |              |              |              |          |
| 1.ª                              | Invierno 2009          | 5                    | 2            | 2            | 1            | 10           | 7            | +3           | 8            | 53.33%       |          |
| 1.ª                              | Verano 2010            | 20                   | 13           | 6            | 1            | 34           | 14           | +20          | 45           | 75%          |          |
| 1.ª                              | Invierno 2010          | 16                   | 4            | 4            | 8            | 26           | 27           | -1           | 16           | 33.33%       |          |
| 1.ª                              | Liga de Campeones 2010 | 6                    | 3            | 1            | 2            | 11           | 7            | +4           | 10           | 55.56%       |          |
| 1.ª                              | Clausura 2021          | 12                   | 2            | 7            | 3            | 11           | 15           | -4           | 13           | 36.11%       |          |
| 1.ª                              | Liga de Campeones 2021 | 2                    | 0            | 0            | 2            | 0            | 5            | -5           | 0            | 0%           |          |
| Total club                       | Total club             | 61                   | 24           | 20           | 17           | 92           | 75           | +17          | 92           | 50.27%       |          |
| Total en sus equipos             | Total en sus equipos   | Total en sus equipos | 143          | 59           | 42           | 42           | 221          | 183          | +38          | 219          | 51.05%   |

## Palmarés

### Como jugador

#### Títulos nacionales
| Título                         | Equipo             | País       | Año  |
| ------------------------------ | ------------------ | ---------- | ---- |
| Primera División de Costa Rica | Deportivo Saprissa | Costa Rica | 1994 |
| Primera División de Costa Rica | Deportivo Saprissa | Costa Rica | 1995 |
| Primera División de Costa Rica | Deportivo Saprissa | Costa Rica | 1998 |
| Primera División de Costa Rica | Deportivo Saprissa | Costa Rica | 1999 |

### Títulos internacionales
| Título                           | Equipo                  | Sede       | Año  |
| -------------------------------- | ----------------------- | ---------- | ---- |
| Copa de Naciones UNCAF           | Selección de Costa Rica | Costa Rica | 1991 |
| Copa de Campeones de la Concacaf | Deportivo Saprissa      | Guatemala  | 1993 |
| Copa de Campeones de la Concacaf | Deportivo Saprissa      | Costa Rica | 1995 |
| Torneo Grandes de Centroamérica  | Deportivo Saprissa      | Guatemala  | 1998 |
| Copa de Naciones UNCAF           | Selección de Costa Rica | Costa Rica | 1999 |

### Como entrenador

#### Títulos nacionales
| Título               | Equipo             | País       | Año  |
| -------------------- | ------------------ | ---------- | ---- |
| Campeonato de Verano | Deportivo Saprissa | Costa Rica | 2010 |